# Anwaltschaft in der Schweiz
Rechtsanwalt, Anwalt, Advokat, Fürsprecher oder Fürsprech (französisch avocat, italienisch avvocato, rätoromanisch advocat) sind in der Schweiz Berufsbezeichnungen für Juristen mit Anwaltspatent, das heisst für Juristen, die zur Ausübung des Anwaltsberufes, namentlich dem entgeltlichen Auftreten vor Gerichten, befugt sind.

## Standesbezeichnung
In den Kantonen Basel-Stadt und Basel-Landschaft ist gemäss kantonalem Recht die offizielle Titulatur oder Standesbezeichnung Advokat oder Advokatin erlaubt. In den Kantonen Aargau und Bern sowie auch im Kanton Solothurn lautet die Bezeichnung Fürsprecher, wobei in Letztgenanntem Fürsprech die übliche Bezeichnung ist.

## Anwaltsrecht
Rechtsgrundlagen für den Anwaltsberuf in der Schweiz sind die kantonalen Anwaltsgesetze sowie das Bundesgesetz vom 23. Juni 2000 über die Freizügigkeit der Anwältinnen und Anwälte (Anwaltsgesetz, BGFA). Die kantonalen Gesetze regeln namentlich den Erwerb des Anwaltspatentes, die Berufsausübung im jeweiligen Kanton und die Aufsicht über die Anwältinnen und Anwälte. Das BGFA hingegen wurde im Rahmen der bilateralen Verträge zwischen der Schweiz und der EU eingeführt und regelt einerseits die Bedingungen für die Tätigkeit von ausländischen Rechtsanwälten in der Schweiz und gewährleistet andererseits die Freizügigkeit von Rechtsanwälten innerhalb der Schweiz.
Die Ausübung des Anwaltsberufes in der Schweiz ist an zahlreiche Voraussetzungen geknüpft. Insbesondere muss ein kantonales Anwaltspatent erlangt werden. Gemäss BGFA sind dafür ein juristischer Studienabschluss, ein mindestens einjähriges Praktikum in der Schweiz und eine theoretisch-praktische Fähigkeitsprüfung nötig. Für die Tätigkeit als Rechtsanwalt ist darüber hinaus eine Berufshaftpflichtversicherung notwendig. Je nach Tätigkeit ist auch der Eintrag in das jeweilige kantonale Anwaltsregister beziehungsweise die kantonale Anwaltsliste erforderlich. Für die Tätigkeit im Anwaltsmonopol ist der Eintrag im Anwaltsregister zwingend.
Die Voraussetzungen des BGFA werden durch die verschiedenen kantonalen Gesetze unterschiedlich umgesetzt. So werden zum Beispiel an die juristischen Praktika unterschiedliche Anforderungen gestellt: Im Kanton Zürich müssen beispielsweise zwölf Monate netto praktiziert werden, das heisst mit den üblichen Ferien 13 bis 14 Monate. In anderen Kantonen wird die Anstellung brutto, also mit Ferienzeit, gemessen. Auch die Anwaltsexamen sind unterschiedlich; so besteht die Anwaltsprüfung im Kanton Zürich beispielsweise aus einer zehnstündigen schriftlichen Prüfung und einer mehrstündigen mündlichen Prüfung.

## Vergütung
Die Anwaltsvergütung ergibt sich im Normalfall aus der Vereinbarung zwischen Anwalt und Klient. Falls es sich um amtliche Mandate handelt, leitet sich die Vergütung aus der anwendbaren Kosten- und Entschädigungsregel her. Die Anwaltsvergütung muss die Vorgaben des Bundesgesetzes zur Freizügigkeit der Rechtsanwältinnen und Rechtsanwälte (BGFA) beachten. Hier sind namentlich die allgemeinen Sorgfaltspflichten, die sorgfältige Aufklärung über die Honorargrundsätze und die Rechnungsstellung zu beachten. Des Weiteren werden von Gerichten – obwohl das BGFA die Regeln bundesrechtlich abschliessend regelt (Art. 3 BGFA) – kantonale Anwaltstarife als massgeblich erachtet, wenn es zu beurteilen gilt, ob ein Honorar als übersetzt zu qualifizieren ist.

## Ausländische Anwälte in der Schweiz
Ausländische Rechtsanwälte aus den Mitgliedstaaten der EU oder EFTA können vereinzelt Parteien vor den schweizerischen Gerichts- und Verwaltungsbehörden vertreten. Allerdings können die zuständigen Gerichtsbehörden den Nachweis über die Anwaltsqualifikation verlangen. In der Schweiz ist das Erbringen von Beratung im juristischen Bereich nicht dem Anwaltsmonopol unterstellt, d. h. auch Nicht-Anwälte dürfen ausserhalb von Zivil- und Strafprozessen Parteien berufsmässig vertreten bzw. beraten.
Sofern ausländische Anwälte und Anwältinnen dauerhaft in der Schweiz den Beruf des Anwaltes ausüben möchten, müssen sie eine Geschäftsadresse im Kanton Zürich besitzen sowie mindestens drei Jahre in der Liste gemäss Art. 28 BGFA eingetragen und mindestens drei Jahre regelmässig im schweizerischen Recht tätig sein. Danach können sie ohne Eignungsprüfung oder Gespräch ein Gesuch um Eintragung in das kantonale Anwaltsregister bei der kantonalen Aufsichtsbehörde stellen.
Eine weitere Möglichkeit zur dauerhaften Ausübung des ausländischen Anwaltes ohne die Voraussetzung der dreijährigen Tätigkeit im schweizerischen Recht ist, mindestens drei Jahre in der Liste gemäss Art. 28 BGFA eingetragen zu sein, sowie das erfolgreiche Absolvieren eines Gesprächs über ihre beruflichen Fähigkeiten mit der Anwaltsprüfungskommission.
Zudem können Anwälte und Anwältinnen, welche ihre juristischen Studien im Ausland absolviert haben, auch direkt in der Schweiz eine Eignungsprüfung gemäss Art. 30 Abs. 1 lit. a und Art. 31 BGFA ablegen. Diese Anwälte müssen für diese Prüfung wie inländische Recht-Studenten die schweizerischen Gesetze erlernen und innerhalb dieser Eignungsprüfung die gleichen Fragen beantworten, so dass diese Anwälte vom Wissen her den schweizerischen Anwälten nach erfolgreichem Absolvieren gleichgestellt sind. Insbesondere haben sie zudem den Vorteil, sich in zwei Rechtsordnungen gleichermassen auszukennen, was besonders für binationale Scheidungen als internationale Scheidungsanwälte oder für Firmengründungen Schweiz/Deutschland sehr vorteilhaft ist.

## Fachanwalt
Seit 2006 vergibt der Schweizerische Anwaltsverband (SAV) in verschiedenen Rechtsgebieten Fachanwaltstitel. Heute gibt es in der Schweiz Fachanwälte für die Bereiche Arbeitsrecht, Bau- und Immobilienrecht, Erbrecht, Familienrecht, Haftpflicht- und Versicherungsrecht sowie Strafrecht. Voraussetzung für die Zulassung zur Ausbildung sind unter anderem mindestens fünf Jahre Berufspraxis im entsprechenden Rechtsgebiet.
Der erste Kurs für den Fachanwalt Familienrecht fand 2007/2008 statt. Die Fachausbildung dauerte ein Jahr. Der Stoff wurde in mehreren Modulen vermittelt.

## Anwaltskanzleien
Viele Schweizer Rechtsanwälte sind allein tätig oder bilden mit einigen wenigen anderen Rechtsanwälten eine Unkostengemeinschaft («Partnerschaft»). Anwälte dürfen sich laut Bundesgericht zur Berufsausübung zu einer Kapitalgesellschaft wie einer AG oder GmbH zusammenschliessen. Allerdings muss dabei ihre Unabhängigkeit sichergestellt sein. Der Anteil der in solchen Kapitalgesellschaften angestellten Anwälte ist steigend (2003: 0 %, 2012: 14 %, 2019: 31 %).
Seit Anfang der 1990er-Jahre gibt es (wie auch in anderen Ländern) eine Entwicklung hin zu grösseren und spezialisierten Anwaltskanzleien, speziell im Bereich des Wirtschaftsrechts. Die 16 grössten und meistausgezeichneten Kanzleien der Schweiz sind:
- Lenz & Staehelin
- Schellenberg Wittmer
- Bär & Karrer
- Walder Wyss
- Homburger
- Niederer Kraft & Frey
- MLL Meyerlustenberger Lachenal Froriep[16][17][18]
- Pestalozzi
- Vischer
- Baker McKenzie
- CMS von Erlach Partners
- Wenger Vieli
- Kellerhals Carrard
- Lalive
- Bratschi[19]

Mit Ausnahme von Baker & McKenzie hat keine grosse ausländische Anwaltskanzlei die marktführenden Schweizer Kanzleien bedrängen können. Gewisse ausländische Kanzleien wie die deutsche Heuking oder die holländische Loyens & Loeff haben jedoch Büros in Zürich. Zudem sind auf dem Genfer bzw. Lausanner Anwaltsplatz verschiedene auf Schiedsgerichtsbarkeit spezialisierte ausländische Kanzleien vertreten, wie z. B. Akin Gump Strauss Hauer & Feld, King & Spalding oder Sidley Austin.
Vereinzelte Schweizer Anwaltskanzleien haben ihrerseits Niederlassungen im Ausland, z. B. Schellenberg Wittmer (Singapur), Prager Dreifuss (Brüssel), Python (Brüssel und Doha), Froriep (London und Madrid) und Lalive (London).

## Kritik betreffend die Aufsicht über die Rechtsanwälte
Die SonntagsZeitung schrieb im April 2013 im Zuge von Offshore-Leaks:

«Die Aufsicht über die Anwälte in der Schweiz ist lax. Sie unterstehen nicht den Geldwäschereibestimmungen, wenn sie Offshore-Firmen gründen und verwalten, sondern nur, wenn sie selbst Gelder verwalten. In anderen Ländern sind die Bestimmungen strenger. Die Schweizer Anwälte sind deshalb im Offshore-Geschäft geschätzt.»

Sie zitierte Beat von Rechenberg, zwischen 2011 und 2013 Präsident des Schweizerischen Anwaltsverbandes, mit den Worten:

«Für Anwälte, die systematisch steuerverkürzende Offshore-Konstruktionen für Ausländer errichtet haben, besteht ein erhebliches Risiko, und es findet deshalb derzeit ein ähnlicher Paradigmenwechsel statt wie bei den Bankern. Unversteuertes Geld zu verwalten, ist kein Geschäftsmodell mehr.»

## Belege
1. ↑  § 10 Advokaturgesetz
2. ↑  §§ 10, 10a Anwaltsgesetz Basel-Landschaft
3. ↑  § 17 EG BGFA
4. ↑  Art. 1, 44, 45 Kantonales Anwaltsgesetz (KAG).
5. ↑  § 17 AnwG
6. ↑  Im Kanton Zürich beispielsweise das Anwaltsgesetz (AnwG) vom 17. November 2003 (PDF; 61 kB)
7. ↑  Bundesgesetz vom 23. Juni 2000 über die Freizügigkeit der Anwältinnen und Anwälte (Anwaltsgesetz, BGFA) in der Systematischen Sammlung des Bundesrechts (SR).
8. ↑  Lukas Müller/Julia Eiholzer: Pauschalhonorar; Grundsätze der Rechnungsstellung und zum Honorar; Bundesgericht, II. öffentlich-rechtliche Abteilung, Urteil 2C_314/2020 vom 3. Juli 2020, A. gegen Anwaltskommission des Kantons Aargau, Beschwerdeverfahren betreffend Aufsichtsanzeige; Art. 12 lit. i BGFA, Art. 400 Abs. 1 OR, Aktuelle Juristische Praxis, 11/2020, 1472-1475.
9. ↑  Désirée Egli/Saša Cvetković/Lukas Müller: Ist ein Anwaltshonorar von CHF 500 pro Stunde krass übersetzt?, Bundesgericht, II. öffentlich-rechtliche Abteilung, Urteil 2C_985/2020 vom 5. November 2021, A., B. AG gegen Anwaltskammer des Kantons St. Gallen; Disziplinarverfahren, Aktuelle Juristische Praxis, 3/2022, 284-291 mit rechtsvergleichenden Hinweisen im Vergleich zu verschiedenen kantonalen Regelungen und zur Regelung nach deutschem Rechtsanwaltsvergütungsgesetz.
10. ↑  Berufsausübung ausländischer Anwältinnen und Anwälte im Kanton Zürich (Memento vom 30. November 2020 im Internet Archive) (PDF), auf sav-fsa.ch
11. ↑  Informationen zum Fachanwaltstitel (Memento vom 17. Mai 2014 im Internet Archive) auf der Website des Schweizerischen Anwaltsverbandes (SAV).
12. ↑  BGer 2C_237/2011, Urteil vom 7. September 2012.
13. ↑  Heiko Bergmann, Lucca Nietlispach: Zentrale Ergebnisse der SAV-Studie Praxiskosten. In: Anwaltsrevue – das Praxismagazin des Schweizerischen Anwaltsverbands. Nr. 6/7/2019, ISSN 1422-5778, S. 293 ff. (sav-fsa.ch [PDF]).
14. ↑  Zoé Baches: Schweizer Anwälte strotzen vor Selbstsicherheit | NZZ. In: Neue Zürcher Zeitung. 12. Dezember 2017, ISSN 0376-6829 (nzz.ch [abgerufen am 7. Juli 2018]).
15. ↑  Jasmine Alig: Die besten Anwaltskanzleien der Schweiz 2020. In: Bilanz. Handelszeitung, 20. Mai 2020, abgerufen am 30. November 2020.
16. ↑  finews: MLL: Neue Wirtschaftskanzlei. In: finews. finews, 23. Juni 2021, abgerufen am 8. September 2021.
17. ↑  Jasmine Alig: Die besten Anwaltskanzleien der Schweiz 2020. In: Bilanz. Handelszeitung, 20. Mai 2020, abgerufen am 30. November 2020.
18. ↑  Dario Ramon Buschor: Die grössten Anwaltskanzleien der Schweiz. In: Vista Studie. Universität St. Gallen (HSG), 1. Februar 2021, abgerufen am 8. April 2021.
19. ↑  Jasmine Alig: Das sind die besten Anwaltskanzleien 2020. In: Bilanz. Handelszeitung, 20. Mai 2020, abgerufen am 19. September 2020.
20. ↑  NZZ, 27. Februar 2014, Viel Arbeit dank dem Steuerstreit
21. ↑  Blick, 28. April 2013,
22. ↑  Wirtschaftskanzlei Heuking Kühn Lüer Wojtek | Rechtsanwälte und Steuerberater in Zürich. 31. Juli 2015, abgerufen am 13. April 2020.
23. ↑  Zurich office | Loyens & Loeff. Abgerufen am 13. April 2020 (englisch).
24. ↑  Geneva. Abgerufen am 13. April 2020 (englisch).
25. ↑  Geneva. Abgerufen am 13. April 2020 (englisch).
26. ↑  Geneva. Abgerufen am 13. April 2020 (englisch).
27. ↑  Schellenberg Wittmer | Contact. Archiviert vom Original am 16. Mai 2021; abgerufen am 24. März 2024 (englisch).
28. ↑  Kontakt. Abgerufen am 13. April 2020 (deutsch).
29. ↑  Contact - Our offices. Abgerufen am 13. April 2020 (englisch).
30. ↑  FRORIEP: FRORIEP | Standorte. Abgerufen am 13. April 2020.
31. ↑  International Law Firm - Contact Us. In: LALIVE. Abgerufen am 13. April 2020.
32. ↑  Die Flucht des Geldes ins Paradies
33. ↑   Vorstand (Memento vom 26. Dezember 2012 im Internet Archive)
34. ↑  Traueranzeigen von Beat von Rechenberg. In: Neue Zürcher Zeitung. Abgerufen am 13. April 2020.